# Blackburne (motocicleta)
Blackburne era la marca comercial de Burney and Blackburne Limited, un fabricant de motocicletes britànic amb seu a Tongham, prop de Farnham (Surrey) que estigué actiu entre el 1913 i el 1922. Després d'abandonar la producció de motocicletes completes, l'empresa va continuar produint motors per a altres fabricants de motocicletes i d'automòbils lleugers fins al 1937. Burney and Blackburne fabricava també motors d'aviació lleugers.

## Motocicletes Blackburne
Els orígens del motor de motocicleta Blackburne es remunten a Geoffrey de Havilland, qui n'havia dissenyat i construït un abans d'interessar-se per l'aviació. Cap al 1905 en va vendre els dissenys i els patrons a dos amics estudiants per 5 lliures esterlines, mentre anava curt de diners, i aquests dos amics van fundar la companyia de motors Blackburne.

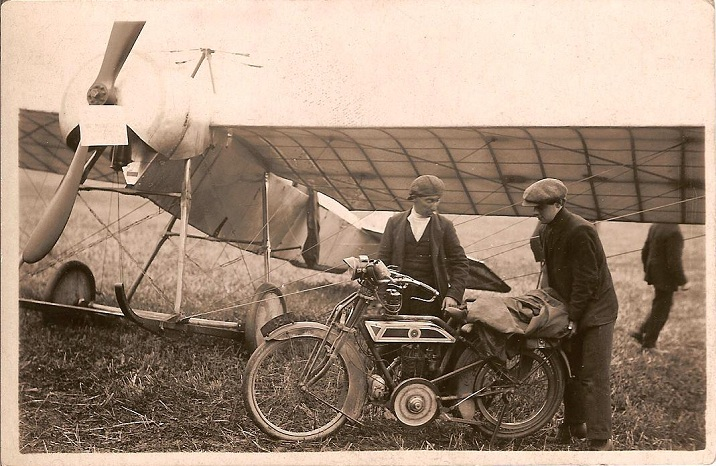
Harold Blackburn i la Blackburne amb què promovia exhibicions de vol amb el Blackburn Type I (1913-1914)

En una patent de politges de corretja ajustables per a motocicleta del 1912 s'hi pot veure que Cecil Stanley Burney, Edward Alexander (Alick) Burney i el pioner de l'aviació Harold Blackburn feien negocis com a Burney and Blackburne (i no pas Blackburn) des de Northchurch, Berkhamsted (Hertfordshire). Poc després van registrar la seva societat com a Burney and Blackburn Ltd, moment en què Harold Blackburn va vendre la seva participació als pilots de la competència Cecil i Arthur Roberts. Com a "dividend" de la seva inversió, Blackburn va rebre una motocicleta i un sidecar del lot de producció original. Harold Blackburn va fer servir aquesta moto per a promoure exhibicions de vol a Yorkshire.
Poc després de la creació de la societat limitada, la producció es va traslladar a Tongham (Surrey) i allà va romandre durant l'època de la Primera Guerra Mundial. Els anuncis dels seus motors a partir del 1922 mostren un canvi de direcció a Atlas Works, Bookham, Surrey. Aquest va ser l'any en què l'empresa va cessar la producció de motocicletes i es va centrar principalment en la fabricació de motors. La fàbrica Atlas, de 56.000 peus quadrats (5.202,57 m2) cap al final de la guerra, ha estat objecte d'investigació per part de P. Tarplee, de la societat d'història local.
Tot i que hi ha informes d'una relació amb Osborn Engineering Company (OEC), aquesta empresa no era més que un dels molts clients dels motors Blackburne.
Les Blackburne van protagonitzar bones actuacions a les proves de sis dies de l'ACU de 1913 i 1914. Tres Blackburne de 499 cc van participar-hi el 1914, una d'elles pilotada per John Spear Roberts (de Motosacoche Ltd, l'importador d'aquestes motos suïsses al Regne Unit), qui apareix com a participant en la sol·licitud d'una patent per a Blackburne el 1918. Al resum de l'esdeveniment, els jutges hi afirmaven que "les motos Blackburne també mereixen una nota molt favorable pel seu bon disseny del motor".
Amb l'esclat de la guerra a mitjan 1914, tres directors de Burney and Blackburne Ltd es van oferir voluntaris com a missatgers: Cecil Burney, Alec Burney i C.Q. Roberts (també el seu germà, Q.A. Roberts). La revista Motor Cycle va informar més tard, aquell mateix any, que Alec Burney havia perdut la seva moto en ser atropellada per l'artilleria pesada durant la nit. En un article del novembre, Cecil Burney afirmava que el seu pinyó Armstrong es mantenia molt bé, però que un embragatge manual (en comptes del normal) era indispensable. El novembre de 1916 es va informar que els germans Burney havien rebut comissions dels seus tinents: l'Alec dirigia una base de reparació de motocicletes a França i en Cecil, un taller de reparació de generadors d'enllumenat elèctric per a una estació de senyals.

## Motors de motocicleta Blackburne

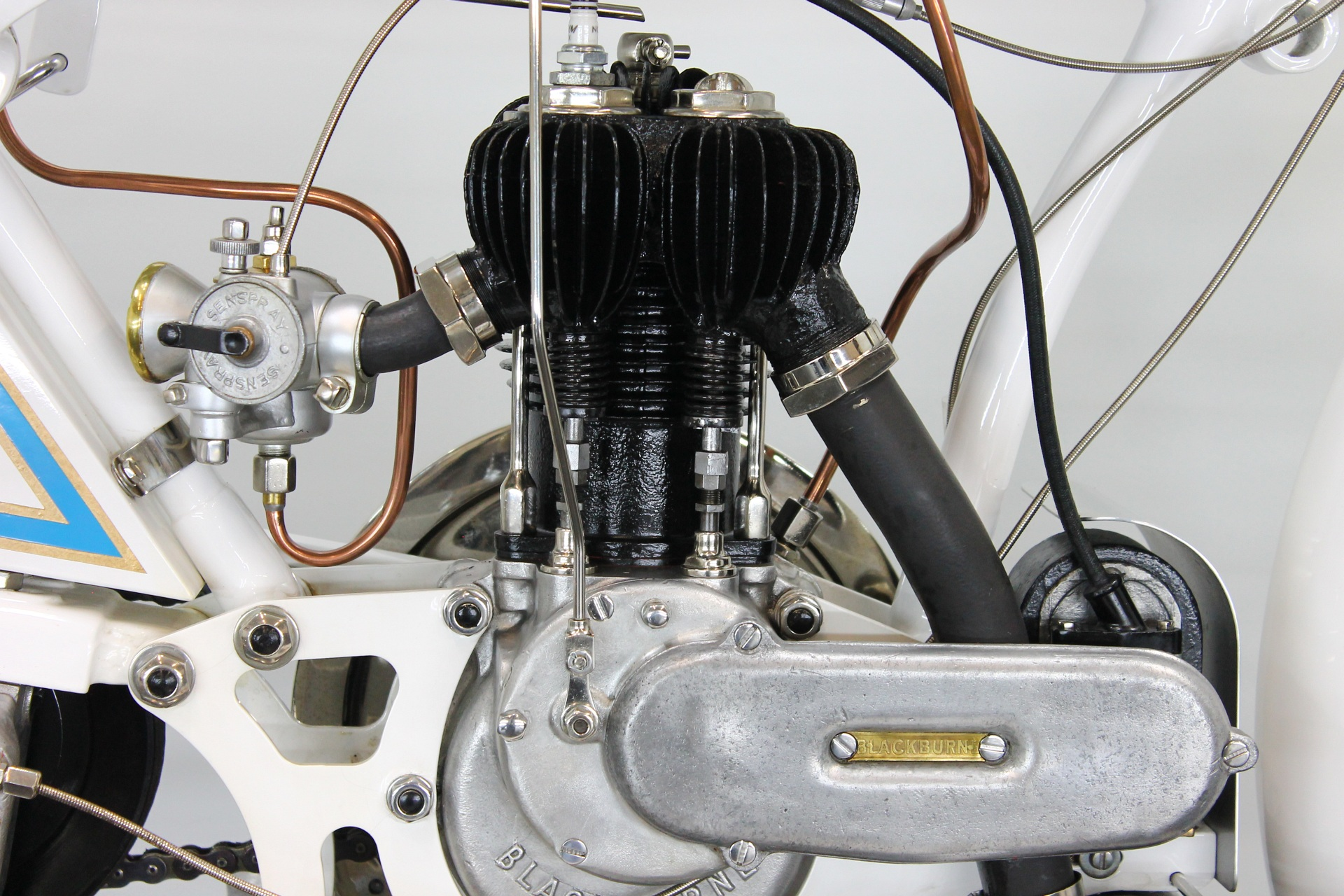
Motor Blackburne 550cc (ca. 1922)

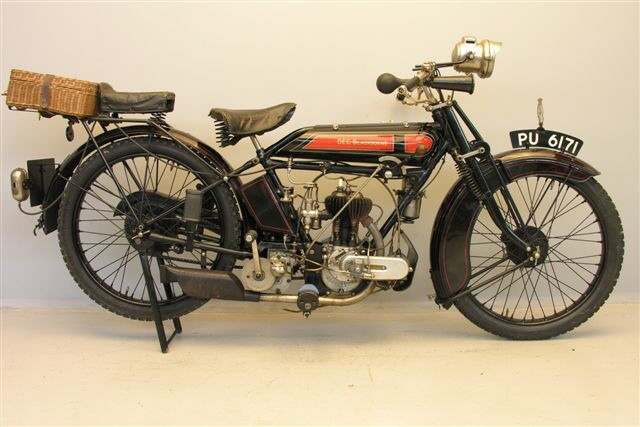
OEC Blackburne 350 cc de 1925

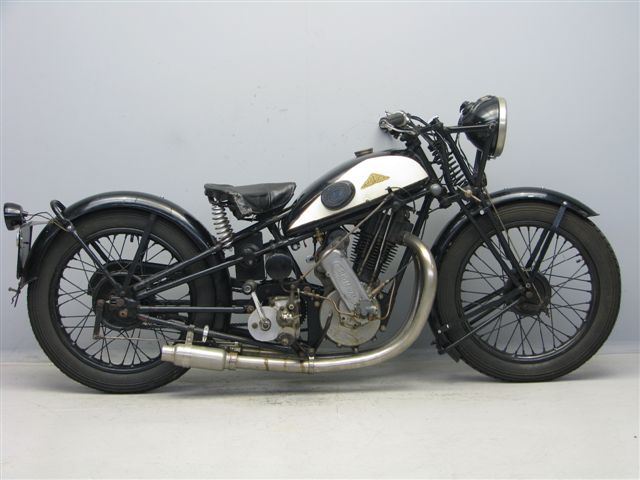
Cotton M25 Blackburne 500 cc OHV de 1928

Després de la Gran Guerra, Blackburne esdevingué un important proveïdor de motors per a nombrosos fabricants de motocicletes. Tot seguit se'n llisten alguns a tall d'exemple:
- Cotton - L'empresa llançà el model 2 3/4 hp amb motor Blackburne a l'Olympia show de 1921,[12] amb caixa de canvis Sturmey-Archer de 2 velocitats amb embragatge i palanca d'engegada. Cotton continuà oferint motors Blackburne fins al 1938 (fent servir unitats d'estoc després que Blackburne n'abandonés la fabricació el 1937).
- Wolf (marca comercial de Wearwell Cycle Co) - Oferia un model 2 3/4 hp amb motor Blackburne el 1922, amb caixa de canvis Sturmey-Archer de 2 velocitats amb embragatge i palanca d'engegada.[13]
- Coulson - Oferia quatre models amb motor Blackburne al Scottish show de 1922.[12] El 2 3/4 hp T.T. amb bastidor de molles, transmissió completa per cadena i caixa de canvis de relació tancada Burman sense embragatge ni palanca d'engegada. N'hi havia disponible una versió estàndard de turisme de 2 i 3 velocitats. També una turisme 4 1/4 hp amb motor de vàlvula lateral i sidecar opcional.
- Excelsior - Al Scottish show de 1922,[12] Excelsior oferia un model esportiu amb motor Blackburne 2 3/4 hp, amb caixa de canvis de 3 velocitats amb embragatge i palanca d'engegada.
- Hawker - Després de la seva primera moto (una de dos temps de 2 3/4 hp) el 1920, Hawker afegí a la gamma dos models amb motor Blackburne el 1921. L'empresa va produir les motos a la fàbrica de Sopwith fins al 1924:[14] un model esportiu, el 2 3/4 hp, i el 4 1/4 hp, tots dos amb caixa de canvis de 3 velocitats, transmissió completa per cadena i frens d'expansió a ambdues rodes.[12]
- Victoria - Malgrat que aquesta firma de Glasgow preferia els motors J.A.P. per a les seves motos amb sidecar, el seu model esportiu de 1922 de mitjana cilindrada emprava un motor 2 3/4 hp OHV Blackburne.[12]
- New Scale - Aquesta empresa amb seu a Manchester també va exposar un model esportiu 2 3/4 hp amb motor Blackburne amb caixa de canvis Burman de 3 velocitats al Scottish show de 1922.[12] L'empresa va continuar emprant motors Blackburne (i Bradshaw) fins que cessà la producció el 1925.[15]
- Verus and Sirrah - Fabricades per Alfred Wiseman a Birmingham entre el 1919 i el 1926,[16] les motos Verus and Sirrah oferiren diversos motors Blackburne (i altres) des del 1920 fins al cessament de la producció.
- Rex i Rex-Acme (des del 1922) - Rex va començar a fer servir els motors Blackburne després de la Gran Guerra, una curta temporada abans de fusionar-se amb Acme per a crear Rex-Acme. La nova empresa va continuar oferint motors Blackburne (com també d'altres) fins que la Gran Depressió els va fer entrar en fallida el 1931.[17] Amb el motor Blackburne varen guanyar curses al TT de l'illa de Man.[18]
- Wilkin - Wilkin Motors era un concessionari de motocicletes que va decidir de fabricar-ne de pròpies el 1920 i 1921. Oferia un model de 348 o 499 cc de vàlvula lateral amb motor Blackburne amb caixa de canvis de 3 velocitats i transmissió completa per cadena.[19]
- Sheffield-Henderson - Fabricades a Fitzwilliam St, Sheffield, del 1920 al 1923, inicialment muntaren motors de vàlvula lateral Blackburne (el 1920) i varen canviar ràpidament a la versió OHV.[20] El 1922, el seu pilot Jack Thomas acabà tercer al Junior TT amb la seva moto de 348 cc amb motor Blackburne, i L. Padley fou quart al lightweight TT amb la seva 248 cc amb motor Blackburne Sheffield-Henderson.[21]
- Hoskinson - Un fabricant amb seu a Birmingham entre el 1919 i el 1922.[22] Les motos Hoskinson (no pas Hoskison) amb motors Blackburne 2 3/4 hp del 1920 i 1921 apareixen en alguns anuncis a la revista Motor Cycle el 1922.
- Chater-Lea va adaptar una versió amb motor Blackburne de la seva moto de 350 cc al sistema OHC i va aconseguir-hi un rècord de velocitat de 160 km/h el 1924. El motor Blackburne de 350 cc va esdevenir aleshores opcional a les motocicletes Chater-Lea fins al 1936.
- OK-Supreme va fer servir motors Blackburne de 250 i 350 cc (tant en versió OHV com de vàlvula lateral) a començaments de la dècada del 1920, però va canviar majoritàriament a motors J.A.P. i a uns de propis a mitjan dècada.[23]

Aquesta llista és lluny de ser completa, ja que la investigació de la societat d'història local que fa servir fonts del National Motor Museum de Beaulieu (Hampshire) va descobrir-hi "11 fabricants d'avions, 70 fabricants de motocicletes, 24 fabricants d'automòbils, 2 fabricants d'aparells per al foc, 3 fabricants de màquines agrícoles i 7 empreses de tallagespes, tots ells fent servir els motors Blackburne fabricats a Bookham".
El fet que Blackburne aconseguís tants clients pel seu motor pocs anys després de la guerra dona fe de la bona consideració de què gaudia, sobretot pel seu excel·lent rendiment en competició. El nombre d'empreses reflecteix l'enorme demanda de motocicletes, tot i que moltes d'elles només van sobreviure fins a la Gran Depressió del 1929-1930. Tanmateix, en el seu catàleg de motors de 1932, Blackburne declarava que "exportava un gran nombre de motors a França, Bèlgica, Alemanya, Suècia, Itàlia, Japó, etc., on els instal·laven alguns dels més grans i coneguts fabricants de motos de qualitat".

## Èxits en competició
Diversos fabricants van triar els motors Blackburne per a les curses al TT de l'illa de Man des de 1920, competint principalment contra rivals amb motors J.A.P. a la classe Lightweight TT (lleugera, 250cc) i contra motors AJS a la classe Junior (350cc). Al Junior TT de 1920 les motocicletes Blackburne van quedar en segona i tercera posició. Al Lightweight TT de 1922, les motos amb motor Blackburne van acabar-hi en la segona (Rex-Acme), quarta (Sheffield-Henderson), setena (OK-Supreme) i novena posició (Coulson), i al Junior TT van ocupar-hi la tercera (Sheffield-Henderson), quarta (Coulson), cinquena (Cotton), vuitena (Edmund) i novena posició (Blackburne). Pilotant una Cotton amb motor Blackburne, Stanley Woods va guanyar el Junior TT de 1923.
Entre els anys 1923 i 1930, els pilots Norris, Harold Beart i Jackson van assolir un èxit considerable amb motocicletes equipades amb motors esportius Blackburne, tant dels del tipus de competició KMA i KMB com de l'esportiu KMC.

## Motocicletes Burney
El 1923, Burney Baldwin & Co Ltd va començar a fabricar les motocicletes Burney. El seu primer model es va exposar a l'Olympia Show d'aquell any i la biblioteca del Vintage Motor Cycle Club en conserva una còpia de la propaganda. A l'opuscle s'hi afirma que el motor va ser dissenyat per "E.A. Burney, M.I.A.E., ben conegut per ser el dissenyador de les motocicletes i motors originals Blackburne". Els motors de 495 cc es van fabricar a la fàbrica de John Warrick & Co Ltd de Reading (Berkshire), tot i que més tard es va dir que s'havien traslladat a Twyford (Berkshire) i després a Shalford (Surrey). La part Baldwin de la societat era d'Owen M. Baldwin, un pilot de motociclisme que havia aconseguit èxits a Brooklands (amb una Matchless el 1922 i amb una Zenith-JAP el 1928), a més d'aconseguir el rècord de velocitat en motocicleta el 1928 amb una Zenith-JAP a Arpajon (França) a 199,99 km/h.
El motor Burney era de vàlvula lateral amb 81 mm de diàmetre i 96 de carrera, amb un volant d'inèrcia d'onze polzades. La transmissió era amb caixa de canvis de contraeixos Sturmey-Archer de 3 velocitats amb palanca d'engegada. Tenia embragatge manual i transmissió completa per cadena. Duia proteccions d'alumini per a la cadena anterior i posterior i silenciador d'alumini.
Tot i que la majoria dels motors emprats eren de 497 cc, el 1926 se'n va fabricar una curta tirada de 679 cc. La producció es va aturar definitivament el 1927.

## Motors d'aviació

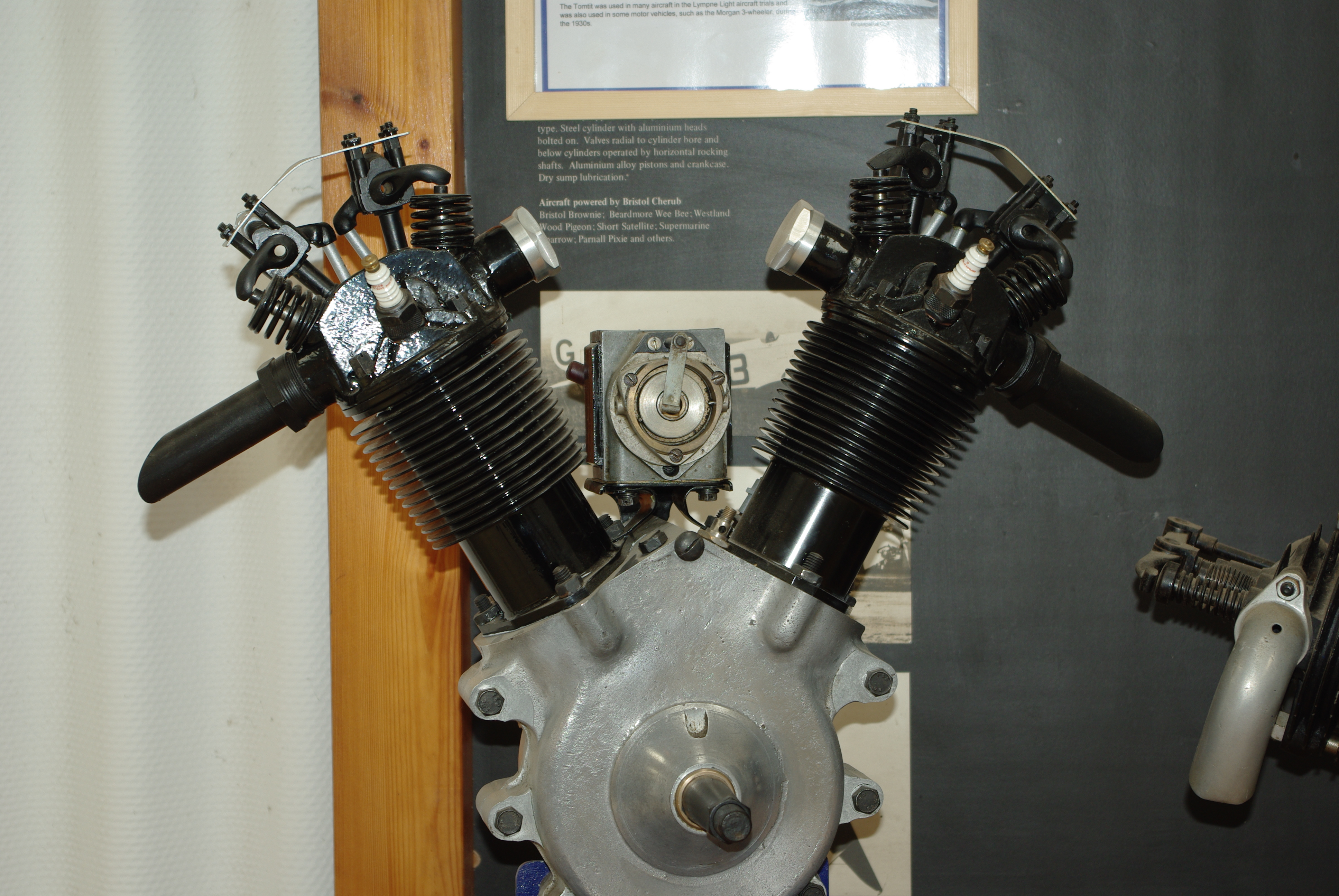
Motor Backburne Tomtit

Cap al 1922, Blackburne va fer funcionar per primera vegada el motor d'avioneta Tomtit, un de dos cilindres basat en el V-twin Lympne de 696 cc.
El 1924 l'empresa va produir el Blackburne Thrush, un motor d'avioneta de tres cilindres. El primer disseny del motor era de 1.098 cc, d'acord amb el límit de capacitat imposat per a les proves d'avionetes lleugeres aquell any a l'aeroport de Lympne, Kent. Durant el 1925, el motor es va millorar i ampliar fins a 1.494 cc de cara a futures proves aèries previstes per al 1926. A finals de 1925, el motor va passar la dura prova operativa de 100 hores del Ministeri de l'Aire britànic.
Es coneixen dues unitats supervivents d'aquells motors, una de 1.100 cc i l'altra de 1.500 cc, ambdues al museu Shuttleworth d'Old Warden, Bedfordshire, tot i que n'hi podria haver més. Cal tenir en compte que els motors Blackburne no estan relacionats amb la Blackburn Aircraft Company (fundada pel pioner de l'aviació Robert Blackburn), tot i que aquesta companyia va construir l'avió Blackburn Bluebird, dotat de motor Blackburne.

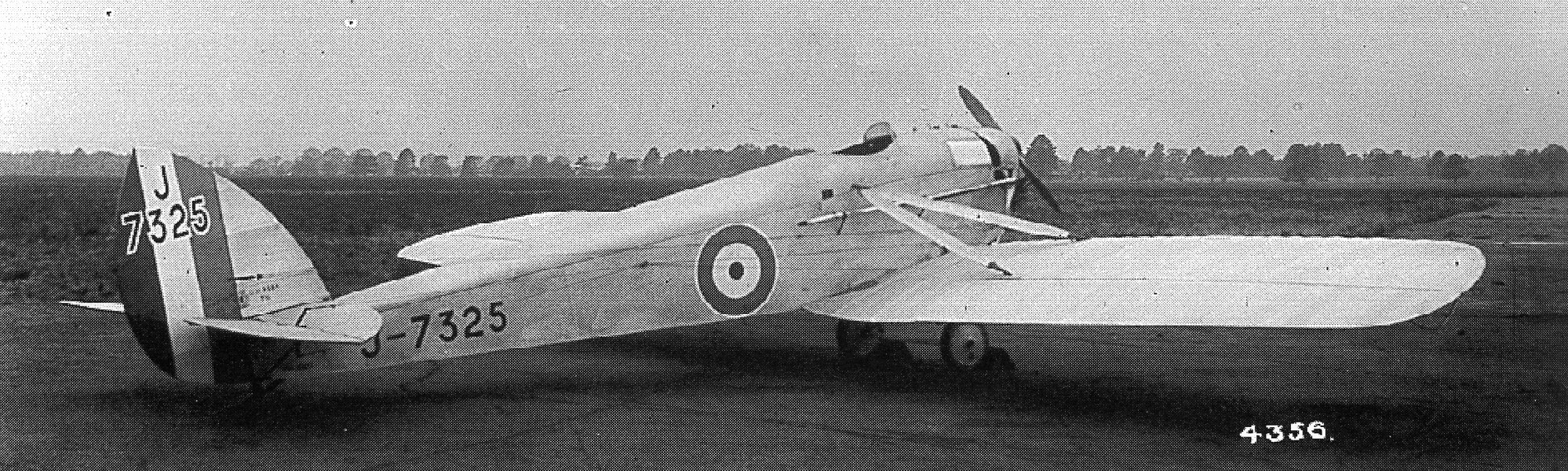
Un De Havilland DH.536 Humming Bird K7325, amb motor Blackburne Tomtit, el desembre de 1924

El De Havilland DH53 Humming Bird de 1923 fou un avió ultralleuger, les dues primeres unitats del qual duien motors Douglas però que va canviar després a motors Blackburne per tal d'obtenir una major fiabilitat. Els dos darrers que se'n van fabricar van participar en alguns experiments per a llançar-los i recuperar-los des del dirigible R33.